# サッカーアンギラ女子代表
サッカーアンギラ女子代表（サッカーアンギラじょしだいひょう）は、アンギラサッカー協会(英語: Anguilla Football Association, 略称：AFA)によって編成されるアンギラの女子サッカーナショナルチームである。北中米カリブ海サッカー連盟(CONCACAF)に所属している。2004年に代表チームが結成された。
女子ワールドカップ、オリンピックともに出場はない。

## ワールドカップの成績
- 1991 - 不参加
- 1995 - 不参加
- 1999 - 不参加
- 2003 - 不参加
- 2007 - 不参加
- 2011 - 予選敗退
- 2015 - 予選出場辞退

## オリンピックの成績
- 1996 - 不参加
- 2000 - 不参加
- 2004 - 不参加
- 2008 - 不参加
- 2012 - 不参加

## CONCACAF女子ゴールドカップの成績
- 1991 - 不参加
- 1993 - 不参加
- 1994 - 不参加
- 1998 - 不参加
- 2000 - 不参加
- 2002 - 不参加
- 2006 - 不参加
- 2010 - 予選敗退
- 2014 - 予選出場辞退

## FIFAランキング
2012年6月現在、FIFAランキングにはランクインしたことがない。